# Người Kurd ở Iraq

Các vùng sắc tộc tôn giáo Iraq

Người Kurd ở Iraq (tiếng Kurd: کوردانی باشووری کوردستان / کوردانی عێڕاق) là những người sinh ra hoặc sống ở Iraq có nguồn gốc người Kurd. Người Kurd là dân tộc thiểu số lớn nhất ở Iraq, chiếm từ 15% đến 20% dân số theo CIA World Factbook..
Người Kurd ở Iraq đã phải vật lộn với nhiều tình trạng chính trị khác nhau trong lịch sử của họ. Một khi được giả định nhận được độc lập hoàn toàn thông qua Hiệp ước Sèvres, người Kurd ở Iraq đã trải qua một lịch sử gần đây đầy rắc rối về sự phản bội, áp bức và diệt chủng. Sau khi chế độ Saddam Hussein sụp đổ vào năm 2003, người Kurd ở Iraq hiện đang được Chính phủ khu vực Kurdistan quản lý (KRG), đối mặt với một chặng đường trong quỹ đạo chính trị của Kurdistan thuộc Iraq . Các yếu tố đóng vai trò tương lai của họ bao gồm sự đa dạng và phe phái của người Kurd, mối quan hệ của người Kurd với Hoa Kỳ, chính quyền trung ương Iraq, và các nước láng giềng, các thoả thuận chính trị trước đây, các vùng lãnh thổ tranh chấp và chủ nghĩa dân tộc người Kurd.

## Bối cảnh
Người Kurd là một nhóm dân tộc có nguồn gốc ở Trung Đông. Họ là một trong những nhóm sắc tộc lớn nhất trên thế giới không có quốc gia riêng của mình. Khu vực địa lý văn hoá này có nghĩa là "Đất của người Kurd". Kurdistan thuộc Iraq là một vùng tự trị ở miền bắc Iraq, bao phủ 40.643 kilômét vuông (15.692 dặm vuông) và có dân số khoảng 4 triệu người. Quần thể người Kurd chiếm lãnh thổ trong và xung quanh các ngọn núi Zagros. Những dãy núi khô cằn không mời mọc này đã là một vùng đệm địa lý cho sự thống trị văn hoá và chính trị từ các đế quốc lân cận. Người Ba Tư, người Ả Rập và người Ottoman đã bị giữ ra ngoài và một không gian đã được khắc phục để phát triển văn hóa, ngôn ngữ và bản sắc người Kurd.